# Oscar Kjellberg

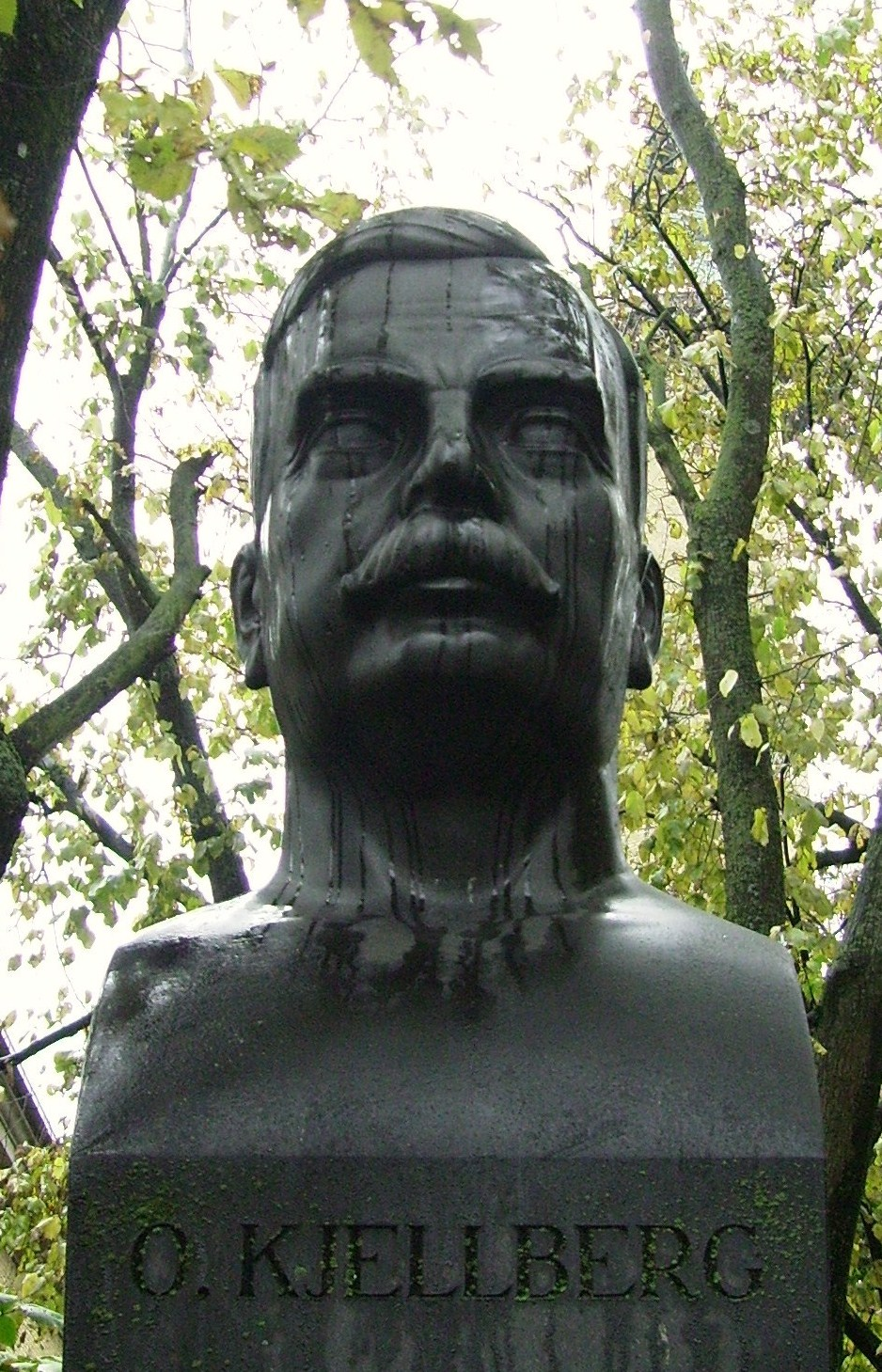
Byst av Oscar Kjellberg vid Sjöfartsmuseet, Göteborg. Utförd av Arvid Bryth, avtäckt 1957.

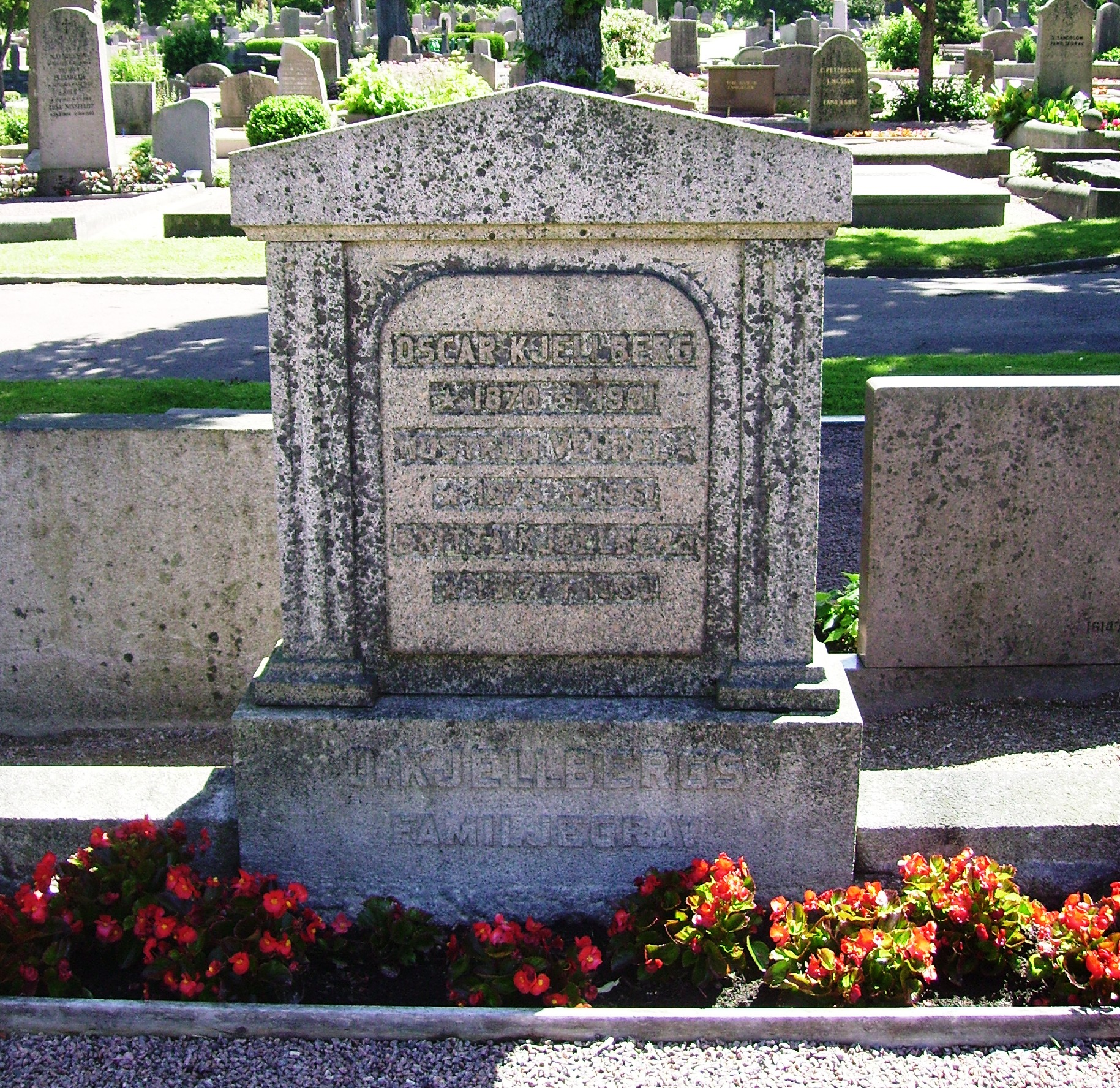
Gravvård

Oscar Kjellberg, född 21 september 1870 i Arvika församling, död 5 juli 1931 i Göteborg, var en svensk ingenjör och uppfinnare.
Kjellberg var ursprungligen verkstadsarbetare, tog anställning som ångbåtseldare och avlade övermaskinistexamen. Under sin tjänstgöring till sjöss sökte han finna metoder för tätning av ångpannan och uppfann en elektrisk svetsningsanordning. Han steg iland och startade en liten verkstad vid Stigbergskajen nedanför Henriksberg. Som tekniker på Lindholmens verkstad utvecklade han den elektriska svetstekniken, genom att ta kogödsel som skyddade svetsfogen från syre. Lindholmens verkstad finansierade utvecklingen av uppfinningen och företaget ESAB. År 1920 godkände Lloyd's Register i London hans metod med elektrisk svetsning ombord på fartyg. Direkt därefter började Kjellberg bygga en helsvetsad verkstadsbåt, som blev det första helsvetsade fartyget i världen. Den elektriska svetstekniken kom mycket snabbt att få stor betydelse för skeppsbyggnaden. Före första världskriget hade ESAB fabriker i England och Ryssland.
År 1930 arrangerade Ingenjörsvetenskapsakademin den första svenska svetsningskonferensen där Kjellberg var huvudtalare.
Den sextioårige Oscar Kjellberg hittades död efter en hjärnblödning vid sitt arbetsbord i juli 1931. Han är begravd på Östra kyrkogården i Göteborg.

## Utmärkelser
År 1927 tilldelades Oscar Kjellberg Ingenjörsvetenskapsakademiens guldmedalj, "för hans insatser inom den elektriska svetsningstekniken och dennas utformning för arbetsbesparing inom industrin".
År 1941 lät Ingenjörsvetenskapsakademin prägla en särskild medalj till minne av Oscar Kjellberg. Vid minnesceremonin deltog Kjellbergs anhöriga, men även dåvarande kronprins Gustaf VI Adolf.

## Notiser
Oscar Kjellberg var inte släkt med Göteborgssläkten Kjellberg.